# CH Jaca
CH Jaca – hiszpański klub hokeja na lodzie z siedzibą w mieście Jaca.

## Sukcesy
- Złoty medal mistrzostw Hiszpanii: 1984, 1991, 1994, 1996, 2001, 2003, 2004, 2005, 2010, 2011, 2012, 2015, 2016
- Srebrny medal mistrzostw Hiszpanii: 1983, 1985, 1986, 1989, 1990, 1992, 1993, 1995, 1997, 2000, 2002, 2006, 2007, 2017, 2018
- Brązowy medal mistrzostw Hiszpanii: 1982, 1998, 2009, 2013, 2022
- Puchar Hiszpanii: 1985, 1988, 1989, 1993, 1995, 1996, 1998, 2001, 2002, 2003, 2006, 2011, 2012, 2013